# Berta Quintremán Calpán
Berta Quintremán Calpán (Alto Bío-Bío, 20 de juliol de 1937) és una activista política xilena maputxe d'origen pehuenche. Guanyà suport i notorietat a la dècada de 1990 arran de la lluita, conjunta amb la seva germana Nicolasa, per evitar la construcció de la central hidroelèctrica de Ralco, propietat d'Endesa, a la comuna d'Alto Bío-Bío. Els seus esforços li valgueren alguns reconeixements i esdevingué la figura central de dos documentals.

## Trajectòria
Quintremán nasqué el 20 de juliol de 1937 a Alto Bío-Bío, a la Regió del Bío-Bío, Xile i visqué la major part de la seva vida a la localitat de Ralco Lepoy. El seu pare va ser el maputxe Segundo Quintremán.
A la dècada de 1990, juntament amb la seva germana Nicolasa Quintremán, realitzà diverses gestions amb l'organització Mapu Zomoche Newen («Dones amb la força de la terra») per impedir la construcció de la central hidroelèctrica de Ralco, assistint a reunions amb autoritats regionals i estatals, així com apel·lant al reconeixement de la seva cultura. D'aquesta manera, l'any 1997, les germanes Quintremán lliuraren una carta a l'aleshores president de Xile Eduardo Frei, per tal de mostrar com de disconforme es trobava la comunitat maputxe amb el projecte de desenvolupament elèctric.

### Mort de Nicolasa Quintremán
El 24 de desembre de 2013, es localitzà el cos sense vida de Nicolasa Quintremán surant a les aigües de l'estany artificial Ralco. La dona havia sortit de casa durant la tarda del dia anterior, i d'ençà d'aleshores se li havia perdut el rastre. Després del seu funeral, tres dies més tard, Berta Quintremán accedí a parlar amb la premsa. En declaracions manifestà, tot lamentant la pèrdua de la seva germana: «Amb sentiments quedí, quedí sense braç. Que ells em posin un altre braç, que són capacitats, els empresaris».

## Premis i reconeixements
La seva trajectòria personal i associativa fou subjecte de dos documentals. El primer, publicat l'any 2002 i dirigit per Alejandra Toro, tingué per títol Berta y Nicolasa, las hermanas Quintremán. L'obra explora les vides de dues dones, detallant aspectes de les seves creences, costums, famílies i la seva participació en el col·lectiu Mapu Zomoche Newen. El segon, publicat l'any 2004 i dirigit per Esteban Larraín, s'anomenà El velo de Berta. El documental enfoca particularment la seva vida personal i explica el paper que prengué enfront de les fallides negociacions i protestes contra l'empresa multinacional Endesa.
L'any 2000, amb la seva germana, rebé a Alemanya el premi Petra Kelly, pel compromís demostrat en la lluita no violenta en contra de la construcció de preses gegants.
L'any 2016 fou nominada al Premi nacional de drets humans, atorgat anualment per l'Institut Nacional de Drets Humans de Xile.